# Veldheimweg 25-27
Het huizenblok Veldheimweg 25-27 is een gemeentelijk monument in Baarn in de provincie Utrecht.
De dubbele woning aan de Veldheimweg heeft een asymmetrische voorgevel met een dubbel portiek aan de straatzijde. De zijgevels zijn bepleisterd. Op de lateien boven de ramen zijn Jugendstilmotieven aangebracht.